# 2004 FH
2004 FH は、2004年3月15日にリンカーン研究所のサーベイで発見され、同年3月18日のUTC22:08（日本時間19日07:08）に地球から43,000キロメートル離れたところを通過した、直径約30メートルの地球近傍小惑星である。これは2008年11月21日までに地球に接近した小惑星のうち、11番目に小さな距離にあたる。ちなみに静止軌道は35,700キロメートルである。
2004 FH はアテン群の小惑星だが、直径が50メートル以下であることから流星体にも分類される。もしこの天体が地球の大気圏に突入すれば、高々度でTNT換算数百キロトン規模の爆発を起こしていたが、地表にはさしたる影響を及ぼさなかっただろう。この天体は直径30メートルほどしかないとはいえ、月よりも地球に近付いた天体としては3番目に大きい。
この天体は、2044年まで地球から140万キロメートル以内に近付くことはない。2004 FH はまた、知られている地球近傍小惑星の中で最も軌道傾斜角が小さいという特徴も有している。
この2週間後には、より小さな小惑星 2004 FU162 がもっと地球に近いところを通過した。また数年後には、同じくらいの大きさの小惑星 2009 DD45 が同じくらいの距離を通過した。

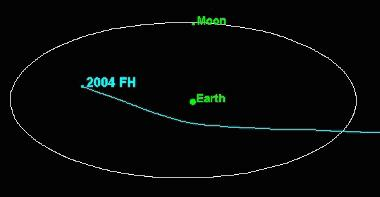
地球-月系を通り抜ける 2004 FH。